# Mühlen
Mühlen è un comune austriaco di 885 abitanti nel distretto di Murau, in Stiria. Ha lo status di comune mercato (Marktgemeinde).